# Worrapat Sukkapan
Worrapat Sukkapan (thailändisch วรพัฒน์ สุขพันธ์; * 22. Oktober 1998) ist ein thailändischer Fußballspieler.

## Karriere
Worrapat Sukkapan stand von mindestens 2019 bis Juni 2024 bei dem  in der Hauptstadt Bangkok beheimateten North Bangkok University FC unter Vertrag. Für den Verein bestritt er mindestens 94 Drittligaspiele. Am 1. Juli 2024 wechselte er zum Zweitligaaufsteiger Sisaket United FC. Sein Zweitligadebüt für den Verein aus Sisaket gab Sukkapan am 10. August 2024 (1. Spieltag) im Heimspiel gegen den Pattaya United FC. Bei dem 1:1-Unentschieden stand er in der Startelf und spielte die kompletten 90 Minuten.